# Firmicus bimaculatus
Firmicus bimaculatus är en spindelart som först beskrevs av Simon 1886.  Firmicus bimaculatus ingår i släktet Firmicus och familjen krabbspindlar.
Artens utbredningsområde är Madagaskar. Inga underarter finns listade i Catalogue of Life.